# Masasteron tealei
Masasteron tealei là một loài nhện trong họ Zodariidae.
Loài này thuộc chi Masasteron. Masasteron tealei được Barbara C. Baehr miêu tả năm 2004.